# Выборы губернатора Краснодарского края (2015)
Досрочные выборы главы администрации (губернатора) Краснодарского края состоялись в Краснодарском крае 13 сентября 2015 года в единый день голосования.
На 1 января 2015 года в Краснодарском крае было зарегистрировано 3 981 055 избирателей.

## Предшествующие события
В течение 14 лет, с января 2001 по апрель 2015 года, администрацию Краснодарского края возглавлял Александр Ткачёв. 22 апреля 2015 года президент Владимир Путин назначил Ткачёва министром сельского хозяйства России. Врио губернатора был назначен Вениамин Кондратьев, последнее время работавший заместителем управляющего делами президента РФ Александра Колпакова.

## Ключевые даты
- 10 июня 2015 Законодательное собрание Краснодарского края назначило выборы на единственно возможную дату — 13 сентября 2015 года (единый день голосования)
  - следующие 3 дня — опубликование расчёта числа подписей, необходимых для регистрации кандидата
  - следующие 20 дней (с 13 июня по 3 июля) — период выдвижения кандидатов
  - агитационный период начинается со дня выдвижения кандидата и прекращается за одни сутки до дня голосования
- с 14 июля по 29 июля — регистрация заявлений кандидатов в избирательной комиссии. К заявлениям должны прилагаться листы с подписями муниципальных депутатов.
- 12 сентября — день тишины
- 13 сентября — день голосования

## Выдвижение и регистрации кандидатов

### Право выдвижения
Главой администрации (губернатора) Краснодарского края может быть избран гражданин Российской Федерации достигший возраста 30 лет.
В Краснодарском крае кандидаты выдвигаются только политическими партиями, имеющими в соответствии с федеральными законами право участвовать в выборах. Самовыдвижение не допускается.
У кандидата не должно быть гражданства иностранного государства либо вида на жительство в какой-либо иной стране.

### Муниципальный фильтр
1 июня 2012 года вступил в силу закон, вернувший прямые выборы глав субъектов Российской Федерации. Однако был введён так называемый муниципальный фильтр. Всем кандидатам на должность главы субъекта РФ (как выдвигаемых партиями, так и самовыдвиженцам), согласно закону, требуется собрать в свою поддержку от 5 % до 10 % подписей от общего числа муниципальных депутатов и избранных на выборах глав муниципальных образований, в числе которых должно быть от 5 до 10 депутатов представительных органов муниципальных районов и городских округов и избранных на выборах глав муниципальных районов и городских округов. Муниципальным депутатам представлено право поддержать только одного кандидата.
В Краснодарском крае кандидаты должны собрать подписи 10 % муниципальных депутатов и глав муниципальных образований. Среди них должны быть подписи депутатов районных и городских советов и (или) глав районов и городских округов в количестве 10 % от их общего числа. Кроме того, кандидат должен получить подписи не менее чем в трёх четвертях районов и городских округов, то есть в 33 из 44.
10 июня избирательная комиссия Краснодарского края опубликовала расчёт числа подписей, необходимого для регистрации.
Каждый кандидат должен собрать подписи от 791 до 830 депутатов всех уровней и глав муниципальных образований, из которых от 125 до 131 — депутатов райсоветов и советов городских округов и глав районов и городских округов не менее чем 33 районов и городских округов.

### Кандидаты в Совет Федерации
С декабря 2012 года действует новый порядок формирования Совета Федерации. Так, каждый кандидат на должность губернатора при регистрации должен представить список из трёх человек, первый из которых, в случае избрания кандидата, станет сенатором в Совете Федерации от правительства региона.

## Кандидаты
| Кандидат            | Должность (на момент выдвижения)                                                                                | Партия выдвижения        | Статус                     | Кандидаты в Совет Федерации |
| ------------------- | --- | ------------------------ | -------------------------- | --------------------------- |
| Михаил Абрамян      | консультант Центрального Комитета партии                                                                        | Коммунисты России        | выбыл по личному заявлению | —                           |
| Вениамин Кондратьев | врио главы администрации (губернатора) Краснодарского края                                                      | Единая Россия            | зарегистрирован            | Алексей Кондратенко         |
| Вениамин Кондратьев | врио главы администрации (губернатора) Краснодарского края                                                      | Единая Россия            | зарегистрирован            | Евгений Шендрик             |
| Вениамин Кондратьев | врио главы администрации (губернатора) Краснодарского края                                                      | Единая Россия            | зарегистрирован            | Виктор Захарченко           |
| Николай Осадчий     | депутат заксобрания Краснодарского края (руководитель фракции КПРФ)                                             | КПРФ                     | зарегистрирован            | Геннадий Шабунин            |
| Николай Осадчий     | депутат заксобрания Краснодарского края (руководитель фракции КПРФ)                                             | КПРФ                     | зарегистрирован            | Павел Соколенко             |
| Николай Осадчий     | депутат заксобрания Краснодарского края (руководитель фракции КПРФ)                                             | КПРФ                     | зарегистрирован            | Александр Нагнибеда         |
| Виктор Пономарёв    | пенсионер | Партия социальной защиты | зарегистрирован            | Наталия Заздравных          |
| Виктор Пономарёв    | пенсионер | Партия социальной защиты | зарегистрирован            | Энвер Трахов                |
| Виктор Пономарёв    | пенсионер | Партия социальной защиты | зарегистрирован            | Роман Плюта                 |
| Андрей Руденко      | депутат Государственной Думы, заместитель председателя Комитета Государственной Думы по жилищной политике и ЖКХ | Справедливая Россия      | зарегистрирован            | Галина Хованская            |
| Андрей Руденко      | депутат Государственной Думы, заместитель председателя Комитета Государственной Думы по жилищной политике и ЖКХ | Справедливая Россия      | зарегистрирован            | Игорь Шевченко              |
| Андрей Руденко      | депутат Государственной Думы, заместитель председателя Комитета Государственной Думы по жилищной политике и ЖКХ | Справедливая Россия      | зарегистрирован            | Александр Бойко             |
| Сергей Фисюк        | помощник депутата Госдумы Юрия Напсо                                                                            | ЛДПР                     | зарегистрирован            | Вадим Пушнов                |
| Сергей Фисюк        | помощник депутата Госдумы Юрия Напсо                                                                            | ЛДПР                     | зарегистрирован            | Николай Комиссаров          |
| Сергей Фисюк        | помощник депутата Госдумы Юрия Напсо                                                                            | ЛДПР                     | зарегистрирован            | Арутюн Паронян              |

## Итоги выборов
| Явка избирателей                                      | Явка избирателей                                      | Явка избирателей | Явка избирателей |
| ----------------------------------------------------- | ----------------------------------------------------- | ---------------- | ---------------- |
| Число избирателей, включённых в список избирателей    | Число избирателей, включённых в список избирателей    | 3 933 161        | 100 %            |
| Из них приняли участие в выборах                      | Из них приняли участие в выборах                      | 1 807 915        | 45,97 %          |
| Из принявших участие в выборах проголосовали досрочно | Из принявших участие в выборах проголосовали досрочно | 67 396           | 3,73 %           |
| Процент испорченных бюллетеней                        |                                                       |                  |                  |
| Действительных бюллетеней                             | Действительных бюллетеней                             | 1 776 498        | 98,26 %          |
| Недействительных бюллетеней                           | Недействительных бюллетеней                           | 31 417           | 1,74 %           |
| Распределение голосов:                                |                                                       |                  |                  |
| 1.                                                    | Вениамин Кондратьев                                   | 1 512 162        | 83,64 %          |
| 2.                                                    | Николай Осадчий                                       | 142 447          | 7,88 %           |
| 3.                                                    | Андрей Руденко                                        | 57 551           | 3,18 %           |
| 4.                                                    | Сергей Фисюк                                          | 34 241           | 1,89 %           |
| 5.                                                    | Виктор Пономарёв                                      | 30 097           | 1,66 %           |